# Titus Vadon
Titus Vadon (* 25. Mai 1963 in Wien) ist ein österreichischer Schlagzeuger, Musiker, Komponist, Schauspieler, Sänger und Regisseur.

## Leben
Titus Vadon machte seine erste Schallplattenaufnahme 1979 als Schlagzeuger der Gruppe Ferrum. 1981 brach er im 18. Lebensjahr die Schule ab und widmete sich nur mehr der Bühne und der Musik. Vadon war Schlagzeuger der Gruppe Lamu und als Sänger und Schauspieler mit der Musiktheatergruppe Abgrund unterwegs. Es folgten musikalische Kooperationen unter anderem mit Günther „Mo“ Mokesch, Rudi Nemecek von Minisex, Eberhard Forcher von Tom Pettings Hertzattacken und Mike Majzen und Dos a Dos, mit denen er auch eine Single veröffentlichte. Anschließend gründete Vadon die Gruppe Strange Guys. Mit seiner eigenen Formation Titus & the End Band veröffentlichte er eine Single. 1990 gründete Vadon die Gruppe Jesus Messerschmitt, mit der er Tourneen durch Deutschland, Schweiz und Österreich spielte, drei Alben veröffentlichte und auch eine Tournee in England spielte.
1990 fuhr Vadon als Bandmitglied mit Simone zum Eurovision Song Contest (das zweite Mal 1999 mit Bobbie Singer). In den 1990er Jahren begleitete er Bluatschink, Brunner & Brunner, Drahdiwaberl und einige ungarische Produktionen. Bei Workshop-Tourneen begleitete er internationale Künstler wie Neal Schon von Journey, Ken Hensley von Uriah Heep und Steve Bailey. In Ungarn war Vadon für zwei Jahre Leadsänger seiner Band Titus és az Oroszlán. 1998 gründete er Das Balaton Combo, die dann in den nächsten acht Jahren durch Österreich und Deutschland tourten. Nach der Jahrtausendwende spielte Vadon für Produktionen von Wolfgang Ambros, Roman Gregory von Alkbottle, Michael Tschugnall und auch anderen Künstlern aus Starmania am Schlagzeug.
Im Jahr 2002 schrieb und spielte Vadon mit Günther „Gunkl“ Paal das Kabarett 2. 2005 gründete er mit Georgij Alexandrowitsch Makazaria die Neubesetzung der Band Russkaja, mit denen er zwei Alben herausbrachte und sechs Jahre lang durch Europa tourte. Auch Drew Sarich begleitete er anfangs in seiner Rockformation und produzierte für ihn später bei seinen Singer/Songwriter-Produktionen und gründete zu diesem Zweck das Endwerk Orchester. Seit 2006 betreibt Vadon ein eigenes Tonstudio, in dem er sich den Filmmusikproduktionen widmet.
Im Rabenhof Theater spielte Vadon mit der Hallucination Company das Stück Circus der Hallucinationen und im Wiener Stadtsaal in Tankstelle der Verdammten von Georg Ringsgwandl in der Wiener Fassung von Thomas Maurer.
Vadon gründete 2015 die eigene Gruppe Polkagott und brachte die Single Mädchen mit Gesicht heraus. Weiters veröffentlichte er mit Polkagott 2020 sieben weitere Singles und Musikvideos. Ab 2014 fokussierte sich Titus Vadon auf die Kompositionen von Filmmusik. Diese Arbeit stellte neben den zahlreichen Musikproduktionen seinen neuen Lebensmittelpunkt dar.

## Filmmusik (Auswahl)
- 2004: Kaiser in Afrika, Doku, Regie: Martin Blahowsky, Erwin Hiess
- 2009: Josef Roth, Fiktionale Doku, Regie: Karl Pridun
- 2014: Engadin – Wildnis der Schweiz, Universum Doku, Regie: Kurt Mayer
- 2015: Planet Ottakring, Kino Spielfilm, (Co Komponist Markus Gartner), Regie: Michael Riebl[6]
- 2016: Geschichten aus der Salzburger Altstadt, mit Robert Palfrader, Regie: Judith Doppler
- 2016: Mauthausen vor der Tür – Wiens vergessene Konzentrationslager, Doku, Regie: Kurt Mayer, Judith Doppler
- 2016: Geschichten rund um‘s Riesenrad, mit Heinz Marecek, Regie: Kurt Mayer
- 2016: The Alchemy of Beautiful, Regie: Susanne Stemmer
- 2016: Themenmontag – Geschichten aus dem süßen Österreich, Regie: Judith Doppler
- 2017: Mauthausen vor der Tür – Das Schicksal der Frauen, Doku, Regie: Judith Doppler
- 2017: Wildes Istanbul, Universum Doku, Regie: Kurt Meyer
- 2017: Wenn der Wind weht, Regie: Kurt Meyer
- 2017: Arisierung, die verlorenen Jahre, Doku, Regie: Kurt Meyer
- 2017: Mauthausen vor der Tür – Die Todesmärsche, Doku, Regie: Kurt Meyer
- 2018: Europa vor der Tür, Universum Doku, Regie: Judith Doppler, Doris Hochmayr
- 2020: Österreich nach dem Krieg, Neubeginn in den Lagern, Regie: Kurt Mayer
- 2020: Auslöschung und Neuanfang – das jüdische Österreich nach 1945, Regie: Uli Jürgens
- 2021: Borat's American Lockdown, Regie: Jason Woliner
- 2022: Kontinent der Vertriebenen – Teil1 Absturz ins Chaos, Regie: Kurt Mayer
- 2022: Kontinent der Vertriebenen – Teil2 Aufbruch in die Freiheit, Regie: Kurt Mayer
- 2022: Die verdrängten Toten, Regie: Alexander Millecker
- 2023: Hinter Gittern, Regie: Alexander Millecker
- 2023: Verwildertes Europa, Regie: Kurt Mayer
- 2023: Fliehende Zeit, Regie: Helmut Wimmer
- 2023: Johanna Seligmann-Coppel - Ein Leben für die Familie, Regie: Helmut Wimmer
- 2024: Europas Amazonien - Teil 1 Die lange Reise, Regie: Szabolcs Mosonyi
- 2024: Europas Amazonien - Teil 2 Das grosse Auenland, Regie: Szabolcs Mosonyi
- 2024: Nekropolis, Regie: Alexander Millecker

## Diskografie (Auswahl)
(nur Alben)
- 1990: Dancing with an Eskimo, Mo
- 1991: Black Electric, Mike Majzen
- 1992: Bis zum Anschlag, Jesus Messerschmitt
- 1993: Destination Red, Ray and the Characters
- 1993: Nincs rossz tanc, Titus es az Oroszlan; auch Gesang
- 1994: Behind the Shades, Christian Schermer
- 1996: Maradj még, Siki
- 1999: Oil and Water, Mo
- 1999: Stunde Null, Bluatschink
- 1999: Before I die, Bobbie Singer
- 2000: das Balaton Combo, auch Gesang
- 2000: Torte statt Worte, Drahdiwaberl
- 2000: Jenseits von Gut & Böse, Roman Gregory
- 2001: Alles Schimäre, das Balaton Combo
- 2002: Die schönste CD der Welt, Stermann & Grissemann
- 2003: Sitzpinkler, Drahdiwaberl
- 2003: St.Hannappi, Rapid
- 2004: Festtagsplattä, das Balaton Combo
- 2004: Norden, Mike Majzen
- 2004: Hier beginnt Binna Burra, Christian Brandauer
- 2007: Victim, Drew Sarich & International
- 2008: Kasatchok Superstar, Russkaja
- 2010: Russian Voodoo, Russkaja
- 2011: Silent Symphony, Drew Sarich
- 2014: Regen und Meer, Suli Puschban
- 2016: Let Him Go, Drew Sarich
- 2019: Hunting For Heaven, Drew Sarich
- 2021: Wishes & Wonders, Drew Sarich & das Endwerk
- 2022: Philosophen im Saustall, Bananz

## Theater
- 2013: Zirkus der Hallucinationen, Regie, Darsteller, Rabenhof Theater, Wien
- 2013: Bruckner lebt!, Regie, Klangwolke, Linz
- 2016: Tankstelle der Verdammten, Darsteller, Stadtsaal, Wien[7]
- 2019: Der glückliche Biber, Musik, Kabarett Niedermair, Wien
- 2024: Circus Circus, Musik, Klangwolke, Linz